# Симон, Ханна
Ха́нна Симо́н (англ. Hannah Simone, род. 3 августа 1980, Хатфилд, Хартфордшир) — канадская актриса. Наиболее известна по роли Сиси Парех в ситкоме «Новенькая».

## Ранняя жизнь
Симон родилась в Лондоне у отца-индийца и матери-англичанки с немецкими, итальянскими и греко-киприотскими корнями. Она провела своё раннее детство в Калгари, Альберта. С семи до десяти она жила на трех континентах и на каждом посещала новую школу. В возрасте тринадцати лет Симон жила на Кипре и подрабатывала фотомоделью для местных журналов. В шестнадцать лет она жила в Нью-Дели в Индии и ходила в школу при американском посольстве, а в семнадцать лет вернулась в Канаду. Сначала она жила в Уайт-рок, Британская Колумбия, а впоследствии переехала в Ванкувер.

## Карьера
В 2013 году Ханна вместе с Кейт Аптон и Генезис Родригес присоединилась к кампании фирмы Gillette под названием «Чего хотят женщины» (англ. What Women Want).
В 2014 году снялась вместе с Дэнни Трехо в клипе группы Train на песню «Angel in Blue Jeans».
За роль Сиси Парех в ситкоме «Новенькая» получила Teen Choice Awards в категории «Прорыв на телевидении».

## Личная жизнь
С июля 2016 года Ханна замужем за Джесси Гиддингсом, с которым она встречалась 2 года до их свадьбы. В августе 2017 года Симон родила сына.

## Фильмография
| Год       |     | Русское название                           | Оригинальное название                     | Роль                         |
| --------- | --- | ------------------------------------------ | ----------------------------------------- | ---------------------------- |
| 2005      | с   | Кевин Хилл                                 | Kevin Hill                                | Ларисса                      |
| 2005      | с   | Офицер полиции                             | Kojak                                     | сексуальная девушка          |
| 2006      | с   | Славные люди                               | Beautiful People                          | посетительница кафе          |
| 2011      | кор | Сати сбривает волосы                       | Sati Shaves Her Head                      | Никки                        |
| 2011—2018 | с   | Новенькая                                  | New Girl                                  | Сесилия «Сиси» Парех         |
| 2012      | вс  | H+: Цифровой сериал                        | H+: The Digital Series                    | Лина Парам                   |
| 2013      | с   | Пенсильвания-авеню, 1600                   | 1600 Penn                                 | принцесса Эбигейл из Андорры |
| 2013      | с   | Горячий пакет                              | Hot Package                               | модель                       |
| 2013      | ф   | Олдбой                                     | Oldboy                                    | Стефани Ли                   |
| 2015      | ф   | Мисс Индия Америка                         | Miss India America                        | Соня Нильсон                 |
| 2015      | ф   | Лимонад                                    | Lemonade                                  | Таша                         |
| 2016      | ф   |                                            | Flock of Dudes                            | Бет                          |
| 2016      | ф   |                                            | Folk Hero & Funny Guy                     | Эмили                        |
| 2016      | ф   |                                            | Odd Squad: The Movie                      | Странная Эмили               |
| 2017      | ф   | Группа «Лейкопластырь»                     | Band Aid                                  | Грейс                        |
| 2017      | ф   | Убить Гюнтера                              | Killing Gunther                           | Сана                         |
| 2018      | с   | Одинокие родители                          | Single Parents                            | доктор Моника Дьюан          |
| 2019      | с   | Странный город                             | Weird City                                | Фефани                       |
| 2019      | с   | Неофициальная история братьев-бейсболистов | The Unauthorized Bash Brothers Experience | Эмбер                        |
| 2019      | тф  |                                            | Awokened                                  | Зия                          |
| 2020—2022 | мс  | Мира — королевский детектив                | Mira, Royal Detective                     | Пинки                        |
| 2020      | мс  | Где Уолли?                                 | Where’s Waldo?                            | волшебница Одиси             |
| 2021      | мс  | Ничего не происходит                       | No Activity                               | Терри                        |
| 2021      | тф  |                                            | Welcome to Georgia                        | Пенелопа                     |
| 2023—2024 | с   | Ещё не мертва                              | Not Dead Yet                              | Сэм                          |